# Дзержинское (Красноярский край)
Дзержи́нское — село в Красноярском крае, административный центр Дзержинского района и Дзержинского сельсовета.

## География
Расположено на реке Усолка (бассейн Ангары), в 80 км севернее города Канск, где расположена ближайшая железнодорожная станция. Лесостепь.

## История
Село было основано в 1735 году, как заимка казачьего атамана Алексея Самойлова. Первоначально так и называлось — Заимка. Позже село было переименовано в Христорождественское, потом в Рождественское. В 1931 году село было переименовано в честь Феликса Дзержинского.

## Население
| 1939 | 1959  | 1970  | 1979  | 1989  | 2002  | 2010  |
| ---- | ----- | ----- | ----- | ----- | ----- | ----- |
| 3236 | ↗4205 | ↗7291 | ↗8143 | ↗9329 | ↘7898 | ↘7374 |